# Quinton Ross
Quinton Lenord Ross (Dallas, 30 april 1981) is een Amerikaans voormalig basketballer.

## Carrière
Ross speelde collegebasketbal voor de SMU Mustangs van 1999 tot 2003. Hij werd niet gekozen in de NBA draft dat jaar maar tekende in augustus wel bij de Los Angeles Clippers en speelde meet met de Los Angeles Lakers in de NBA Summer League. Hij werd uiteindelijk in oktober 2003 net voor de start van het seizoen zijn contract ontbonden. Hij tekende daarop in de Belgische competitie bij Telindus Oostende waar hij een seizoen speelde. In de zomer van 2004 tekende hij opnieuw een contract bij de Clippers en slaagde er deze keer wel in om de ploeg te halen. Hij speelde bij de Clippers tot in 2008 toen zijn contract afliep. In de zomer van 2005 speelde hij in de NBA Summer League voor de Clippers.
In september 2008 tekende hij een contract bij de Memphis Grizzlies, hij speelde een seizoen voor de Grizzlies maar kreeg geen contractverlenging. Hij tekende een week later een contract bij de Dallas Mavericks. Hij werd door de Mavericks geruild op 13 februari 2010 samen met Drew Gooden, Josh Howard en James Singleton naar de Washington Wizards voor Caron Butler, Brendan Haywood en DeShawn Stevenson. Aan het einde van het seizoen werd hij geruild naar de New Jersey Nets voor Yi Jianlian en een geldsom.
In begin april 2011 werd zijn contract ontbonden door de Nets. Hij speelde in 2012 nog voor de Canton Charge in de NBA Development League. In november 2012 tekende hij een contract bij de Franse eersteklasser Boulazac Basket Dordogne en stopte na een seizoen daar als profbasketballer.

## Statistieken

### Regulier seizoen
| Seizoen  | Team                 | WG  | WS  | MPW  | 2P%  | 3P%  | FW%  | RPW | APW | SPW  | BPW | PPW |
| -------- | -------------------- | --- | --- | ---- | ---- | ---- | ---- | --- | --- | ---- | --- | --- |
| 2004/05  | Los Angeles Clippers | 78  | 19  | 21,3 | 43,2 | 25,0 | 67,3 | 2,7 | 1,4 | 0,7  | 0,3 | 5,1 |
| 2005/06  | Los Angeles Clippers | 67  | 45  | 22,6 | 42,2 | 0,0  | 76,0 | 2,5 | 1,2 | 0,8  | 0,2 | 4,7 |
| 2006/07  | Los Angeles Clippers | 81  | 43  | 21,0 | 46,7 | 20,0 | 78,2 | 2,3 | 1,1 | '0,9 | 0,4 | 5,2 |
| 2007/08  | Los Angeles Clippers | 76  | 44  | 19,8 | 39,1 | 42,9 | 66,7 | 2,3 | 1,2 | 0,6  | 0,4 | 4,1 |
| 2008/09  | Memphis Grizzlies    | 68  | 7   | 17,1 | 38,2 | 37,5 | 81,0 | 1,9 | 0,7 | 0,5  | 0,2 | 3,9 |
| 2009/10  | Dallas Mavericks     | 27  | 7   | 11,1 | 41,1 | 23,1 | 62,5 | 1,0 | 0,3 | 0,3  | 0,1 | 2,0 |
| 2009/10  | Washington Wizards   | 25  | 0   | 10,4 | 30,9 | 12,5 | 50,0 | 0,9 | 0,2 | 0,2  | 0,1 | 1,5 |
| 2010/11  | New Jersey Nets      | 36  | 4   | 9,8  | 44,1 | 0,0  | 35,7 | 0,8 | 0,3 | 0,1  | 0,2 | 1,6 |
| Carrière | Carrière             | 458 | 169 | 18,5 | 41,9 | 31,8 | 71,1 | 2,1 | 0,9 | 0,6  | 0,3 | 4,1 |

### Play-offs
| Seizoen  | Team                 | WG | WS | MPW  | 2P%  | 3P% | FW%  | RPW | APW | SPW | BPW | PPW |
| -------- | -------------------- | -- | -- | ---- | ---- | --- | ---- | --- | --- | --- | --- | --- |
| 2005/06  | Los Angeles Clippers | 12 | 10 | 24,5 | 53,4 | 0,0 | 87,5 | 2,7 | 0,8 | 0,6 | 0,7 | 7,7 |
| Carrière | Carrière             | 12 | 10 | 24,5 | 53,4 | 0,0 | 87,5 | 2,7 | 0,8 | 0,6 | 0,7 | 7,7 |